# 78e division d'infanterie (États-Unis)
Pour les articles homonymes, voir 78e division.
La  78e division d'infanterie (78e DI ou 78e DIUS, en anglais 78th Infantry Division) est l'une des divisions d'infanterie de l'armée de terre des États-Unis (United States Army).

## Création et différentes dénominations
La 78e Division d'Infanterie a été créé le 5 août 1917 au cours de la Première Guerre mondiale et a combattu sur le front français.
Après avoir été dissoute en juin 1919, elle est recréée le 15 août 1942.

## Historique

### Première Guerre mondiale
L'unité est transportée en France en mai-juin 1918. Elle y participe aux offensives de Meuse-Argonne et de la pointe de Saint Mihiel.
Elle est dissoute en juin 1919.

#### Composition
- 309th Infantry Regiment
- 310th Infantry Regiment
- 311th Infantry Regiment
- 312th Infantry Regiment
- 307th Artillery Regiment
- 308th Artillery Regiment
- 309th Artillery Regiment

### Seconde Guerre mondiale

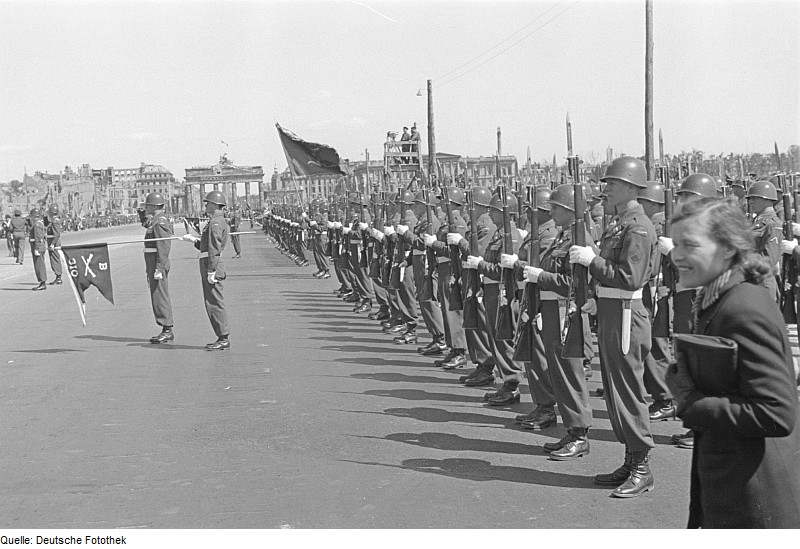
Défilé de la 78e DI le 8 mai 1946 à Berlin devant la porte de Brandebourg pour l'anniversaire de la fin de la guerre en Europe signé le 8 mai 1945.

La 78e DIUS est réactivée le 15 août 1942 au camp Butner en Caroline du Nord. Jusqu'au 1er mars 1943, elle sert de réservoir de troupe, date à laquelle elle passe troupe combattante. Après deux ans de formation, la 78e embarque le 14 octobre 1944, débarque en Angleterre le 26 octobre et rejoint la France le 22 novembre.
Elle s'installe, le 27 novembre, à Tongres en Belgique, puis passe en première ligne à Roetgen en Allemagne. Le 311e Régiment d'infanterie, rattaché à la 8e DBUS, participe le 10 décembre aux combats dans la forêt d'Hurtgen. Du 1er au 12 décembre 1944, les 309e et 310e régiments d'infanterie relèvent en première ligne, dans les environs de Entenpfuhl, les éléments de la Big Red One.
La 78e DI occupe les premières lignes sur la ligne Siegfried à Simmerath, Witzerath (de), et Bickerath, et se bat pour prendre Kesternich lorsque Gerd von Rundstedt lance sa contre-offensive dans la région de Monschau, le 18 décembre. Elle tient ferme sa zone, et repousse toutes les violentes attaques allemandes pendant l'hiver.
Le 30 janvier 1945, la division attaque et prend, le 2 février, Kesternich puis Schmidt (Nideggen) (de) le 8 février et capture le lendemain le barrage de la Rur intact.
Le 28 février, la Roer franchie, elle rejoint les forces des 1re et 9e Armées américaines vers le Rhin. Elle traverse le fleuve, le 8 mars 1945, par le pont Ludendorff de Remagen et capture sur sa lancée Euskirchen, Rheinbach, et Bad Neuenahr-Ahrweiler. Le 16 mars, la 78e élargit la tête de pont en tenant Bad Honnef et en coupant une partie de l'autoroute.
Du 2 avril au 8 mai, la division participe activement à la réduction de la poche de la Ruhr. Le 8 mai 1945 elle est stationnée près de Marbourg.
La Division reste en poste en Allemagne jusqu'à ce qu'elle soit dissoute, le 22 mai 1946.

#### Composition
- 309th Infantry Regiment
- 310th Infantry Regiment
- 311th Infantry Regiment
- 307th Field Artillery Battalion [105 mm]
- 308th Field Artillery Battalion [105 mm]
- 309th Field Artillery Battalion [155 mm]
- 903th Field Artillery Battalion [105 mm]

## Théâtres d'opérations
- Première Guerre mondiale
  - 1918
    - Bataille de Saint-Mihiel
    - Offensive Meuse-Argonne
    - Offensive en Lorraine

- Seconde Guerre mondiale
  - Bataille des Ardennes